# Philippe Colin
Philippe Colin (Besanzón, 14 de septiembre de 1979) es un deportista francés que compitió en piragüismo en la modalidad de aguas tranquilas. Ganó tres medallas en el Campeonato Mundial de Piragüismo entre los años 2007 y 2010, y dos medallas de bronce en el Campeonato Europeo de Piragüismo en los años 2007 y 2008.

## Palmarés internacional
| Campeonato Mundial | Campeonato Mundial   | Campeonato Mundial | Campeonato Mundial |
| Año                | Lugar                | Medalla            | Competición        |
| ------------------ | -------------------- | ------------------ | ------------------ |
| 2007               | Duisburgo (Alemania) | Medalla de oro     | K2 1000 m          |
| 2009               | Dartmouth (Canadá)   | Medalla de plata   | K4 1000 m          |
| 2010               | Poznań (Polonia)     | Medalla de oro     | K4 1000 m          |
| Campeonato Europeo |                      |                    |                    |
| Año                | Lugar                | Medalla            | Competición        |
| 2007               | Pontevedra (España)  | Medalla de bronce  | K2 1000 m          |
| 2008               | Milán (Italia)       | Medalla de bronce  | K2 1000 m          |